# Columbia University Press

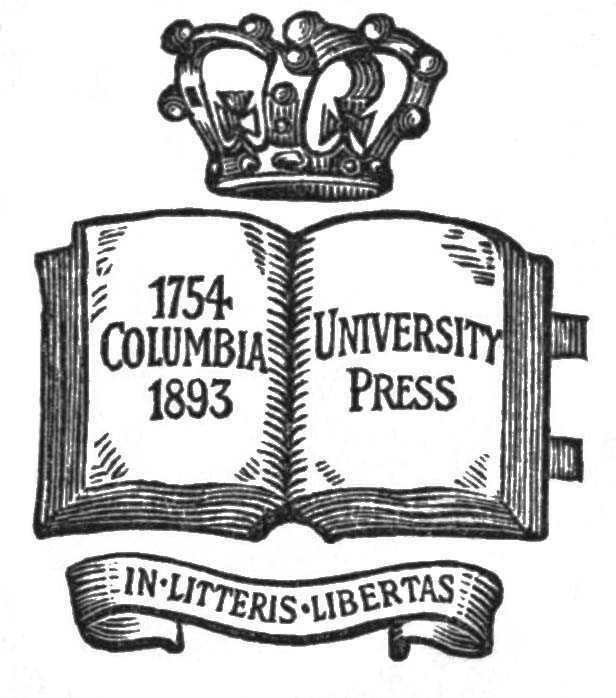
Ancien emblème

Columbia University Press est une maison d'édition universitaire américaine. Elle est basée à New York et affiliée à l'université Columbia.

## Histoire
La maison d’édition est fondée en mai 1893. En 1933, les quatre premiers volumes de l'« Histoire de l'État de New York » sont publiés. Au début des années 1940, les revenus augmentent, en partie grâce à l'« Encyclopédie » et à l'achat par le gouvernement de 12 500 exemplaires destinés à l'armée.
Columbia University Press se distingue par la publication d'ouvrages de référence, tels que The Columbia Encyclopedia (1935-présent), « The Columbia Granger's Index to Poetry » (en ligne sous le nom de The Columbia World of Poetry Online) et « The Columbia Gazetteer of the World » (également en ligne), ainsi que par l'édition de musique.
Première des presses universitaires américaines à publier en format électronique, la presse fonde en 1998 un site uniquement en ligne, Columbia International Affairs Online (CIAO) et « Columbia Earthscape » (en 2009). Leurs livres ont fait l'objet de critiques positives de la part de plusieurs organismes notables, dont « Cleveland Review of Books ».

## Impressions
En 2011, Columbia University Press a racheté l'éditeur britannique Wallflower Press.